# Ismene (arna)
Ismene és un gènere d'arnes de la família Crambidae. Conté només una espècie, Ismene pelusia, que es troba a Egipte.